# Arcybiskupi Bambergu

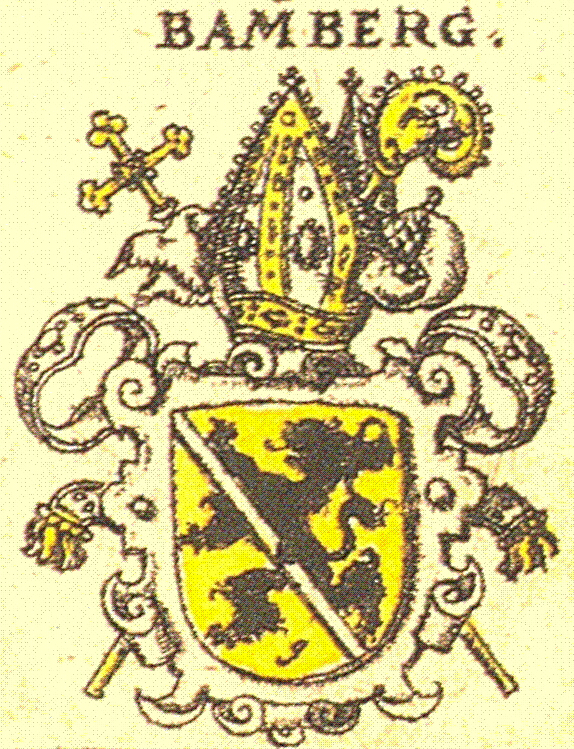
Herb arcybiskupów Bambergu w herbarzu J. Siebmachera, 1605

Arcybiskupi i biskupi Bambergu – chronologiczna lista biskupów i arcybiskupów Bambergu od założenia biskupstwa w 1007. 
Od 1303 biskupom przysługiwał tytuł książąt Rzeszy – biskupa zwano „księciem biskupem” (niem. Fürstbischof). 29 września 1802 wojska bawarskie zajęły teren księstwa, a ostatnim księciem biskupem był Christoph Franz von Buseck. W 1818 Bamberg został podniesiony do rangi archidiecezji.
Przez wiele wieków biskupi Bambergu wywodzili się z szlachty frankońskiej; niektórzy piastowali również jednocześnie biskupstwo Würzburga.

## Biskupi
- 1007–1040 Eberhard
- 1040–1047 Suitger von Morsleben
- 1047–1053 Hartwig
- 1053–1057 Adalberto
- 1057–1065 Gunther
- 1065–1075 Hermann I
- 1075–1102 Rupert
- 1102–1139 Św.Otto I
- 1139–1146 Egilbert(inne języki)
- 1146–1170 Eberhard II von Otelingen
- 1170–1177 Hermann I
- 1177–1196 Otto II z Andechs
- 1196–1201 Timo
- 1202–1203 Konrad z Ergersheim
- 1203–1237 Eckbert
- 1237–1245 Poppo
- 1245–1257 Henryk I von Bilversheim
- 1257–1285 Bertold z Leiningen
- 1286–1296 Arnold von Solms
- 1296–1303 Leopold I von Gründlach
- 1304–1318 Wülfing von Stubenberg
- 1322–1324 Jan Wulfing z Ostrov
- 1324–1328 Henryk II von Sternberg
- 1328–1329 Jan z Nassau
- 1329–1335 Werntho Schenk von Reicheneck
- 1335–1343 Leopold II z Egloffstein
- 1344–1352 Friedrich I von Hohenlohe
- 1353–1363 Leopold III von Bebenburg
- 1363–1366 Fryderyk II von Truhendingen
- 1366–1374 Ludwig
- 1374–1398 Lamprecht von Brunn
- 1398–1421 Albert von Wertheim
- 1421–1431 Fryderyk III von Aufseß
- 1431–1459 Anton von Rotenhan
- 1459–1475 Georg I von Schaumberg
- 1475–1487 Filip von Henneberg
- 1487–1501 Henryk III von Trockau
- 1501–1503 Veit I von Pommersfelden
- 1503–1505 Jerzy II von Ebnet (Georg II von Ebnet)
- 1505–1522 Jerzy III von Limpurg (Georg III Schenk von Limpurg)
- 1522–1556 Weigand von Redwitz
- 1556–1561 Jerzy IV von Rügheim
- 1561–1577 Veit II von Würtzburg
- 1577–1580 Jan Georg I von Giebelstadt
- 1580–1583 Martin von Eyb
- 1583–1591 Ernst von Mengersdorf
- 1591–1598 Neidhardt von Thüngen
- 1599–1609 Jan Filip z Gebsattel
- 1609–1622 Jan Gottfried I von Aschhausen
- 1623–1633 Jan Gottfried II von Dornheim
- 1633–1642 Franciszek von Hatzfeld
- 1642–1653 Melchior Otto von Saltzburg
- 1653–1672 Filip Walentyn von Rieneck
- 1672–1683 Piotr Filip von Dernbach
- 1683–1693 Marquard Sebastian von Stauffenberg
- 1693–1729 Lotar Franciszek von Schönborn
- 1729–1746 Friedrich Karl von Schönborn
- 1746–1753 Johann Philipp Anton Freiherr von Franckenstein
- 1753–1757 Franz Konrad von Stadion und Thannhausen
- 1757–1779 Adam Friedrich z Seinsheim
- 1779–1795 Franz Ludwig von Erthal
- 1795–1805 Christoph Franz z Buseck
- 1805–1808 Georg Karl von Fechenbach

## Arcybiskupi
- 1818–1824 Joseph von Stubenberg
- 1824–1842 Joseph Maria von Fraunberg
- 1842–1858 Bonifaz Kaspar von Urban
- 1858–1875 Michael von Deinlein
- 1875–1890 Friedrich von Schreiber
- 1890–1905 Joseph von Schork
- 1905–1912 Friedrich Philipp von Schork
- 1912–1943 Jacobus von Hauck
- 1943–1955 Joseph Otto Kolb
- 1955–1976 Józef Schneider
- 1976–1977 Martin Wiesend
- 1977–1994 Elmar Maria Kredel
- 1995–2001- abp Karl Braun
- 2002–2022 - abp Ludwig Schick
- od 2024 – abp Herwig Gössl